# RCAF Station Mount Pleasant
RCAF Station Mount Pleasant — бывшая военная база Королевских ВВС Канады (RCAF) в Маунт-Плезант, Остров Принца Эдуарда, Канада. Две её взлетно-посадочные полосы по-прежнему используются членами Ассоциации экспериментальных самолетов.

## Вторая мировая война
Аэродром был открыт во время Второй мировой войны в 1940 году под эгидой Плана подготовки пилотов Британского Содружества (BCATP). Он был предназначен для использования в качестве запасного посадочного поля для 9-й школы летной подготовки, которая располагалась на близлежащей станции Королевских ВВС Канады Саммерсайд.
В сентябре 1943 года база Королевских ВВС Канады Маунт-Плезант превратилась из аэродрома для оказания помощи в полноценный учебный центр, когда на ней разместилась Школа бомбардировок и стрельбы № 10 (B&GS). Для обучения использовались такие самолеты, как Avro Anson, Fairey Battle, Bristol Bolingbroke и Westland Lysander. B&GS № 10 прекратила работу в июне 1945 года.
Аэродром некоторое время использовался в качестве склада, а в 1947 году был выведен из эксплуатации Королевскими канадскими военно-воздушными силами.

### Информация
Аэродром был построен по типичной схеме BCATP военного времени, с взлетно-посадочными полосами, сформированными в треугольник. Примерно в 1942 году аэродром был указан в 46°36′ с. ш. 64°00′ з. д. с Var. 25 градусов W и высотой 110 футов (34 м). Три взлетно-посадочные полосы были указаны следующим образом:
| Имя ВПП | Длина              | Ширина           | Поверхность                       |
| ------- | ------------------ | ---------------- | --------------------------------- |
| 2/20    | 3048 футов (929 м) | 150 футов (46 м) | С твердым (асфальтовым) покрытием |
| 8/26    | 3002 фута (915 м)  | 150 футов (46 м) | С твердым (асфальтовым) покрытием |
| 14-32   | 2994 фута (913 м)  | 150 футов (46 м) | С твердым (асфальтовым) покрытием |